# Pipette à piston
Une pipette à piston, aussi appelée pipette automatique, pipeteur automatique ou micropipette, est un système de pipetage de précision utilisé entre autres en biotechnologies, chimie analytique et en biologie moléculaire.

## Description

### Système

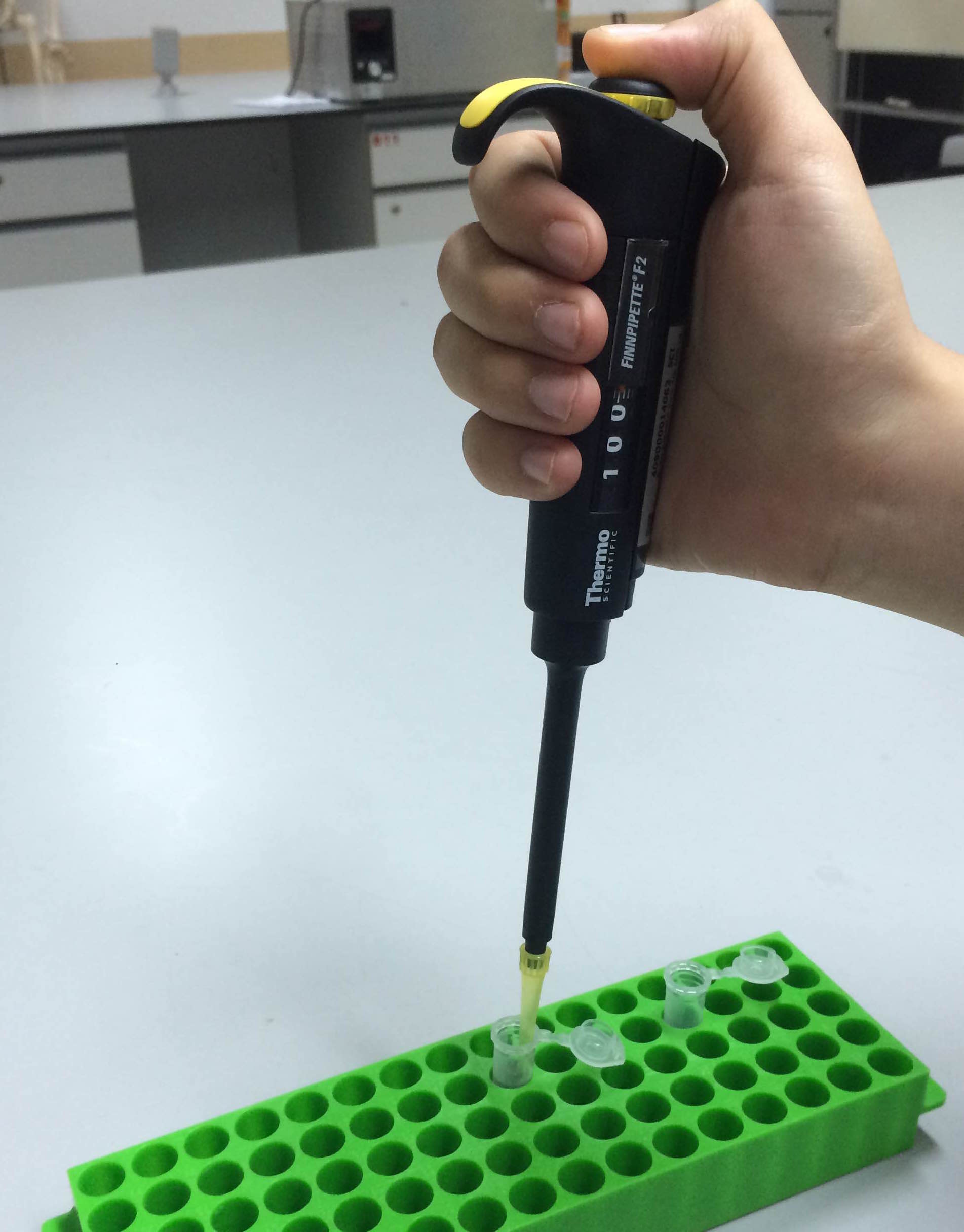
Utilisation d'une micropipette.

Schéma de fonctionnement d'une micropipette.

Ce sont des systèmes actionnant des pistons. La modification de la longueur de la colonne d'air à l'intérieur de l'appareil permet d'aspirer ou de chasser des volumes de liquides avec une grande précision.
Une molette permet à l'utilisateur de régler le volume à prélever, à l'aide d'un indicateur à chiffres.
Il existe généralement une gamme de modèles selon le volume à pipeter et la résolution du prélèvement à effectuer :
- P5000 : permet de pipeter jusqu'à 5 ml de solution ;
- P1000 : permet de pipeter de 100 à 1 000 µl de solution ;
- P200 : permet de pipeter de 20 à 200 µl ;
- P50: permet de pipeter de 5 à 50 µl
- P20 : permet de pipeter de 2 à 20 µl ;
- P10 : permet de pipeter de 0,5 à 10 µl ;
- P2 : permet de pipeter de 0,1 à 2 µl.

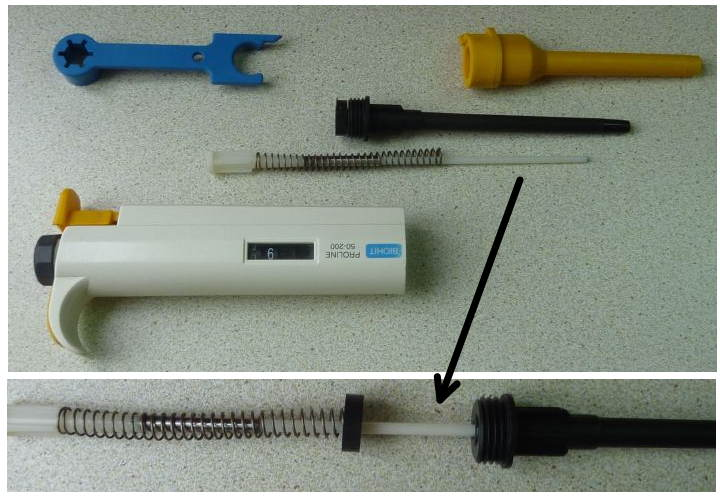
Pipette à piston Biohit démontée.

### Embouts

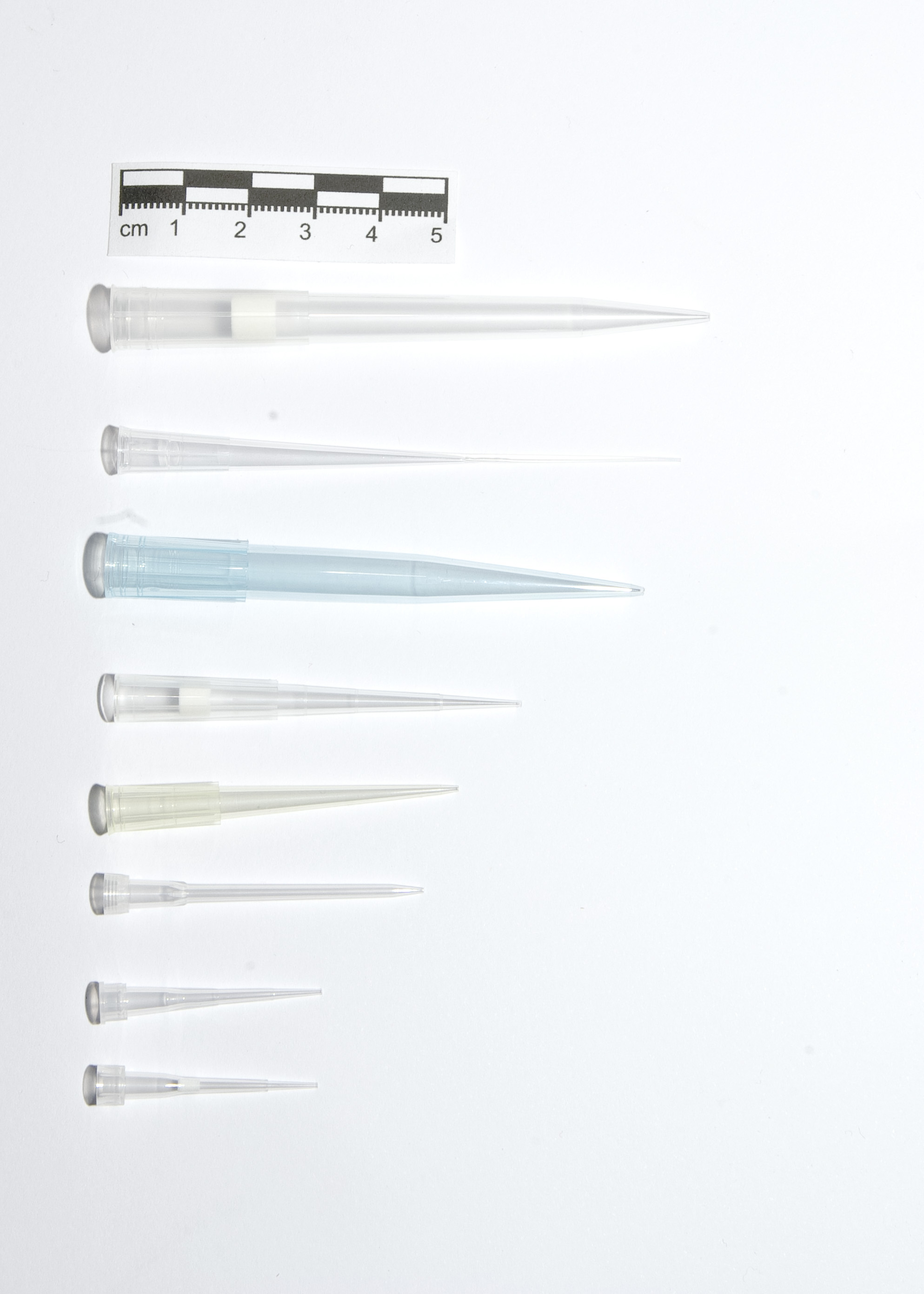
Différentes tailles de pointes de micropipettes.

Il est nécessaire d'avoir des embouts (cônes de pipettes) qui soient adaptés à la micropipette utilisée. Ces embouts doivent être le plus effilés possible, notamment pour les petits volumes, afin de mieux voir le volume prélevé. Ils sont généralement disposés dans des boites stérilisables, munies d'un plateau percé, où l'on les met.
Il existe des embouts munis d'un filtre de coton. Ils permettent d'éviter la contamination pouvant provenir du plastique de la pipette ou de la colonne d'air.
Il existe aussi des boîtes en paquet stérile déjà remplies d'embouts. Ces boîtes sont jetables.
On prélève un embout simplement en appliquant le bout de la micropipette dans le col de l'embout. En appuyant un peu, l'embout s'enfonce et peut être retiré de la boîte.
Un éjecteur de cônes permet de jeter l'embout souillé de la micropipette sans se servir de ses mains.

## Utilisation
On commence par régler le volume à prélever sans dépasser la portée de la pipette : c'est-à-dire la tranche de volumes pour laquelle elle est conçue.
Par exemple, une P20 (2 µl à 20 µl) ne doit pas être réglée à moins de 2 µl ou à plus de 20 µl. C'est aussi entre ces deux valeurs que l'exactitude est la meilleure.
Pour pipeter, on tient la pipette à piston par le corps avec les quatre doigts de la main droite (si on est droitier) et le pouce sert à actionner le piston ou l'éjecteur de cônes.
Les pipettes à piston sont dotées de deux crans en fonction de la force qu'on applique sur le piston :
- le premier permet d'aspirer le liquide avec la bonne pression correspondant au volume choisi ;
- le second permet l'éjection du liquide prélevé pour que rien ne reste dans le cône. En effet, un liquide visqueux (chargé par exemple en protéines ou acides nucléiques) a tendance à adhérer aux parois.

Il faut prendre garde à ne surtout pas prélever avec le second cran (c'est-à-dire dépasser le premier cran et atteindre le second), car dans ce cas un volume beaucoup trop important est aspiré, de plus le liquide est susceptible d'entrer dans la mécanique de la pipette et de l'endommager.
Lorsque l'on cherche à faire des prélèvements précis, il est important d'immerger le cône le moins possible pour éviter que du liquide n'adhère à l'extérieur du cône.
On se sert de la main gauche pour tenir, ouvrir ou fermer les microtubes.

## Réglage
Une petite clé permet de serrer ou desserrer une vis modifiant la longueur de la colonne d'air et permet de régler la micropipette.
Les pipettes à piston doivent être régulièrement étalonnées. Pour cela, on réalise plusieurs mesures par pesée du volume d'eau purifiée prélevé par une pipette, à une température donnée.
Le protocole peut être le suivant pour une pipette 1000-100 µL.
Réaliser 10 pesées de 1000 µL et 10 pesées de 100 µL.
Calculer le volume correspondant à chacune des masses (en tenant compte de la température, de la poussée d'Archimède, de l’étalonnage des masses marquées…). Calculer pour les deux volumes les paramètres statistiques (moyenne - écart-type).
L'erreur de justesse est égale à la différence entre la valeur nominale de la pipette et la moyenne. Comparer l'erreur de justesse à la valeur fournie par le constructeur. Soit par exemple, pour 1000 µL 10 µL et pour 100 µL 2 µL. La pipette est considérée juste quand l'erreur de justesse est inférieure (en valeur absolue) à la valeur constructeur.
L'erreur de répétitivité est égale à l'écart-type. Comparer l'erreur de répétitivité à la valeur fournie par le constructeur. Soit par exemple, pour 1000 µL 2 µL et pour 100 µL 10 µL. La pipette est considérée répétable quand l'erreur de répétitivité est inférieure (en valeur absolue) à la valeur constructeur.
Si la pipette n'est pas juste, il faut régler comme indiqué ci-dessus.

## Stérilisation
La plupart du temps, les pipettes à piston peuvent être stérilisées avec la technique d'autoclavage, courante en biologie.

## Constructeurs

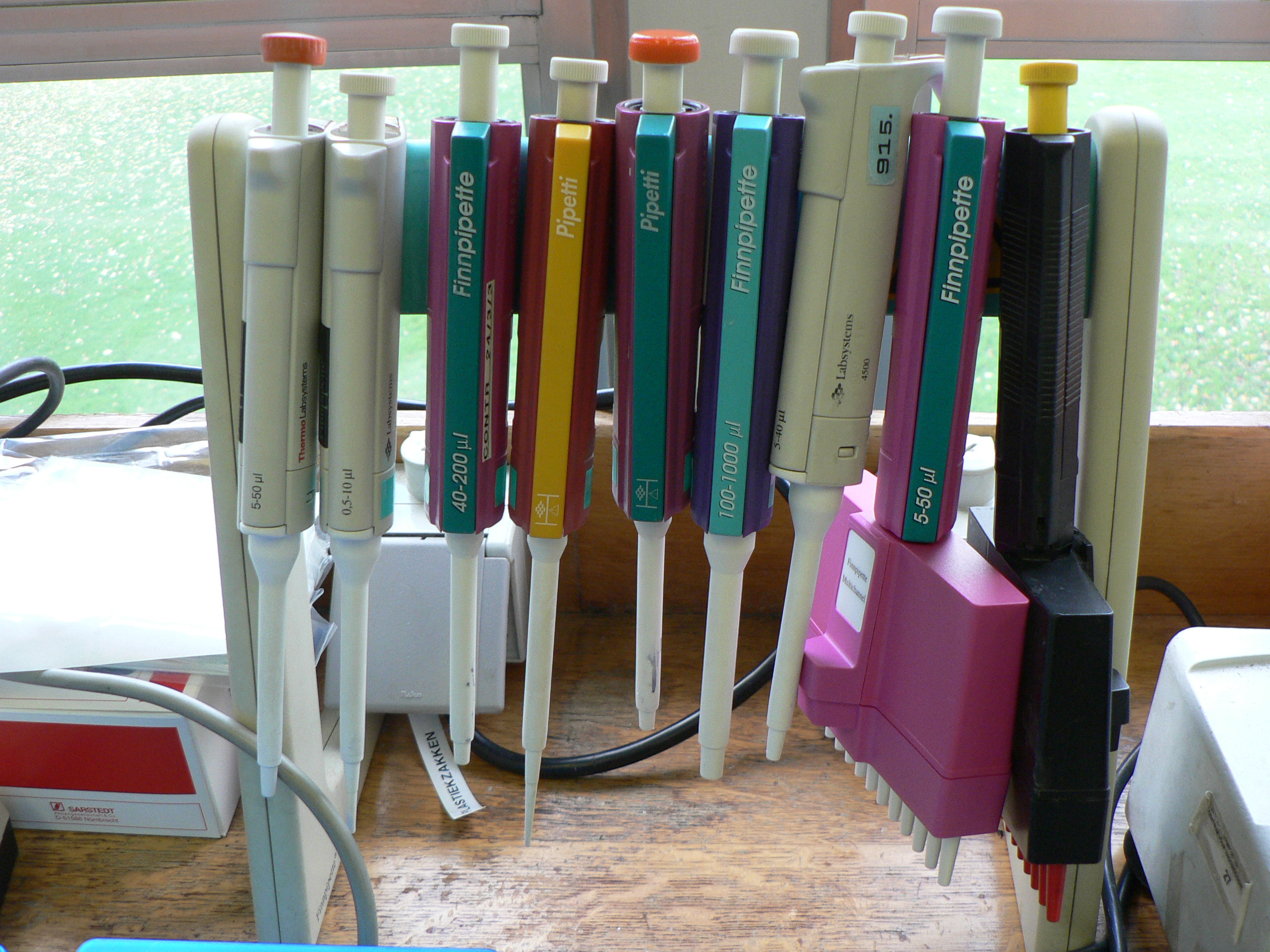
Lot de pipettes de différentes marques et capacités sur un portoir.

- Biohit
- Eppendorf
- Finnpipet, avec les cônes Finntips
- Gilson
- Labsystems
- Rainin
- Biorad

## Micropipettes multicanaux

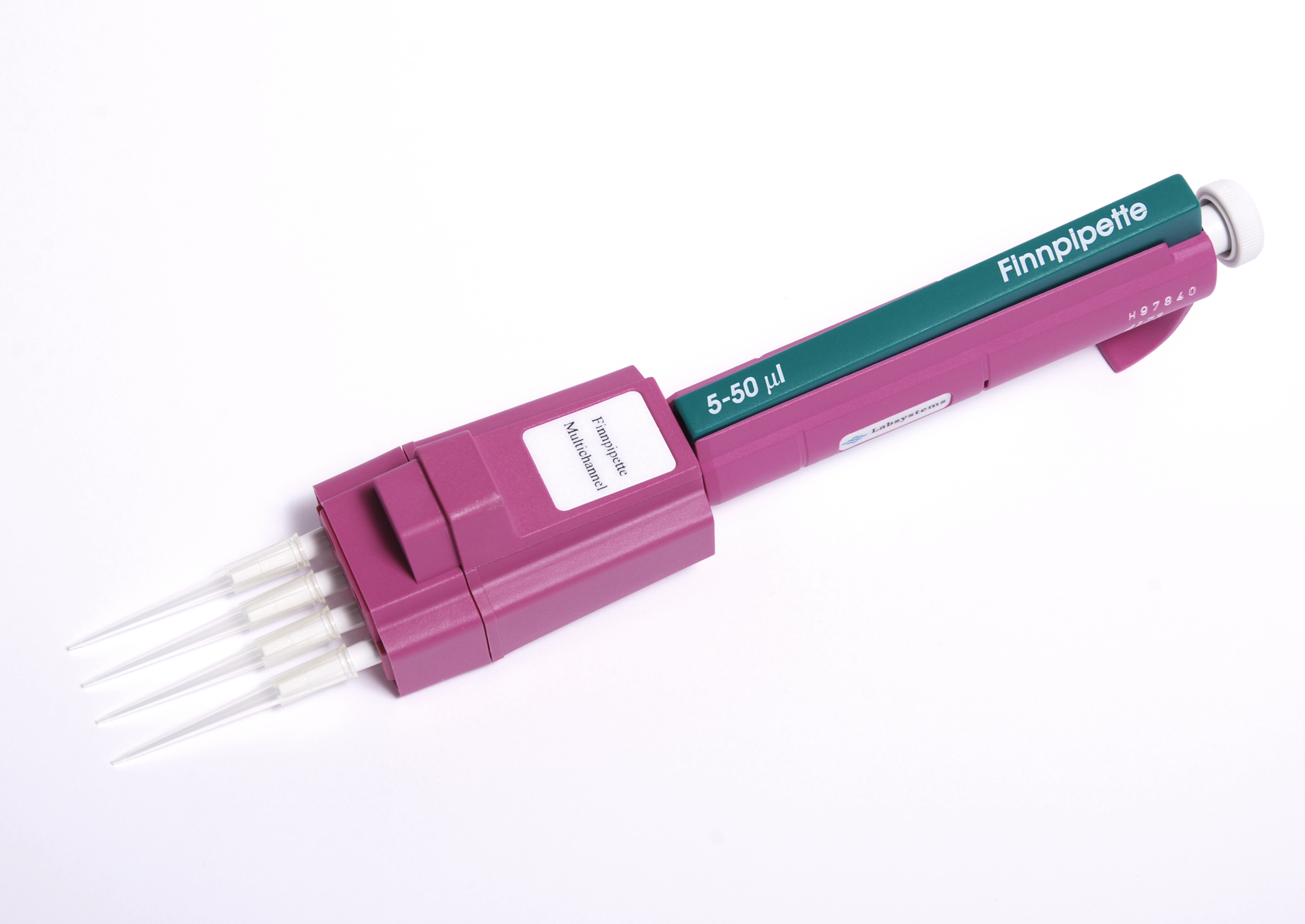
Pipette à quatre canaux.

Ces pipettes permettent d'effectuer 8 ou 12 prélèvements d'un coup pour remplir plus rapidement une plaque 96 puits ou une plaque de microdilutions. La solution à distribuer sur la plaque est versée dans une petite auge en plastique stérile jetable.

## Micropipette électronique

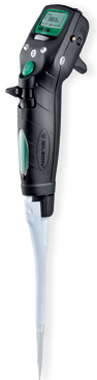
Pipette électronique de Gilson, modèle Pipetman Concept.

Le manche de la micropipette contient un moteur électrique qui effectue le pistonnage. Des boutons permettent d'effectuer une programmation à l'aide d'un écran à cristaux liquides. Il est possible alors de distribuer par exemple 100 µL de liquide autant de fois que possible pour compléter les microtubes d'une microplaque. Un gros bouton permet de lancer le programme entré de pipetage. Le repose-pipette, relié au secteur, sert de base de rechargement de la batterie de l'appareil.

## Automatisation du pipetage
Des systèmes assurant un pipetage automatisé sont développés.

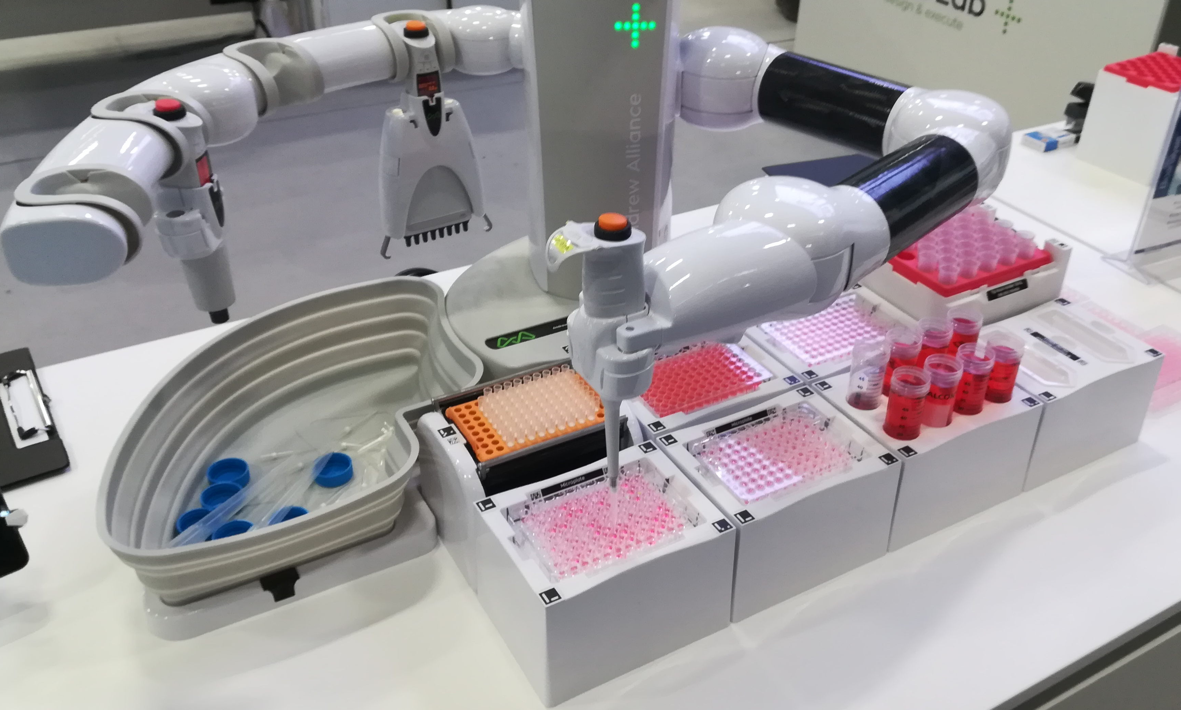
Pipetage automatisé utilisant des pipettes à piston.

Dans les automates utilisés en biochimie clinique, le pipetage est assuré par des systèmes intégrés dans l'automate.